# Cratere Helena
Helena è un cratere sulla superficie di 4 Vesta.